# Viviers-le-Gras
Viviers-le-Gras és un municipi francès, situat al departament dels Vosges i a la regió del Gran Est. L'any 2007 tenia 164 habitants.

## Demografia

### Població
El 2007 la població de fet de Viviers-le-Gras era de 164 persones. Hi havia 68 famílies, de les quals 20 eren unipersonals (8 homes vivint sols i 12 dones vivint soles), 24 parelles sense fills, 20 parelles amb fills i 4 famílies monoparentals amb fills.
La població ha evolucionat segons el següent gràfic:
Habitants censats

### Habitatges
El 2007 hi havia 89 habitatges, 72 eren l'habitatge principal de la família, 11 eren segones residències i 6 estaven desocupats. 88 eren cases i 1 era un apartament. Dels 72 habitatges principals, 68 estaven ocupats pels seus propietaris, 2 estaven llogats i ocupats pels llogaters i 2 estaven cedits a títol gratuït; 4 tenien tres cambres, 18 en tenien quatre i 50 en tenien cinc o més. 44 habitatges disposaven pel capbaix d'una plaça de pàrquing. A 24 habitatges hi havia un automòbil i a 34 n'hi havia dos o més.

### Piràmide de població
La piràmide de població per edats i sexe el 2009 era:
| Homes | Edats   | Dones |
| ----- | ------- | ----- |
| 0     | 95 o +  | 0     |
| 0     | 90 a 94 | 0     |
| 0     | 85 a 89 | 4     |
| 4     | 80 a 84 | 0     |
| 4     | 75 a 79 | 0     |
| 4     | 70 a 74 | 8     |
| 4     | 65 a 69 | 8     |
| 8     | 60 a 64 | 4     |
| 4     | 55 a 59 | 0     |
| 8     | 50 a 54 | 16    |
| 16    | 45 a 49 | 0     |
| 8     | 40 a 44 | 4     |
| 4     | 35 a 39 | 8     |
| 0     | 30 a 34 | 0     |
| 4     | 25 a 29 | 8     |
| 0     | 20 a 24 | 0     |
| 0     | 15 a 19 | 8     |
| 8     | 10 a 14 | 8     |
| 4     | 5 a 9   | 0     |
| 8     | 0 a 4   | 8     |

## Economia
El 2007 la població en edat de treballar era de 102 persones, 68 eren actives i 34 eren inactives. De les 68 persones actives 58 estaven ocupades (33 homes i 25 dones) i 11 estaven aturades (5 homes i 6 dones). De les 34 persones inactives 16 estaven jubilades, 3 estaven estudiant i 15 estaven classificades com a «altres inactius».

### Ingressos
El 2009 a Viviers-le-Gras hi havia 82 unitats fiscals que integraven 187 persones, la mediana anual d'ingressos fiscals per persona era de 16.949 €.

### Activitats econòmiques
Dels 6 establiments que hi havia el 2007, 2 eren d'empreses de construcció, 2 d'empreses de comerç i reparació d'automòbils i 2 d'empreses immobiliàries.
Dels 2 establiments de servei als particulars que hi havia el 2009, 1 era una lampisteria i 1 empresa de construcció.
L'any 2000 a Viviers-le-Gras hi havia 4 explotacions agrícoles que ocupaven un total de 556 hectàrees.

## Equipaments sanitaris i escolars
El 2009 hi havia una escola maternal integrada dins d'un grup escolar amb les comunes properes formant una escola dispersa.

## Poblacions més properes
El següent diagrama mostra les poblacions més properes.